# Ozicrypta reticulata
Espèce
Synonymes
- Idiommata reticulata L. Koch, 1874

Ozicrypta reticulata est une espèce d'araignées mygalomorphes de la famille des Barychelidae.

## Distribution
Cette espèce est endémique du Queensland en Australie. Elle se rencontre dans les monts Clarke.

## Description
Le mâle décrit par Raven en 1994 mesure 15 mm.

## Publication originale
- L. Koch, 1874 : Die Arachniden Australiens. Nürnberg, vol. 1, p. 473-576 (texte intégral).